# Wilhelm Eduard Weber
Wilhelm Eduard Weber (født 24. oktober 1804, død 23. juni 1891) var en tysk fysiker og sammen med Carl Friedrich Gauss opfinder den første elektromagnetiske telegraf.